# Baldur von Schirach

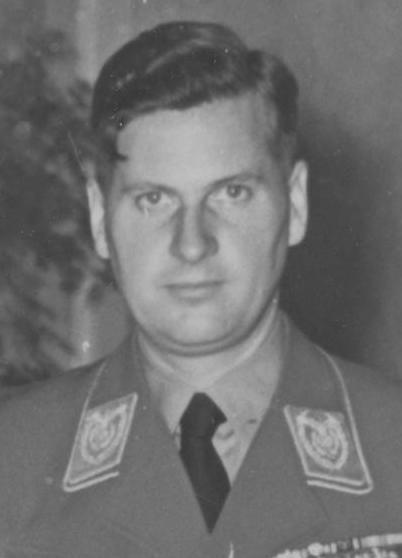
Baldur von Schirach (1942) in der Uniform eines Reichsleiters der NSDAP.

Baldur Benedikt von Schirach (* 9. Mai 1907 in Berlin; † 8. August 1974 in Kröv an der Mosel, Rheinland-Pfalz) war ein deutscher Politiker während der Zeit des Nationalsozialismus. Er war Reichsjugendführer der NSDAP.
Schirach gehörte zu den 24 Angeklagten im Nürnberger Prozess gegen die Hauptkriegsverbrecher vor dem Internationalen Militärgerichtshof. Er wurde am 1. Oktober 1946 wegen Verbrechens gegen die Menschlichkeit zu 20 Jahren Haft verurteilt; von der Anklage des Verbrechens gegen den Frieden wurde er freigesprochen.

## Familie
Baldur von Schirach entstammte dem sorbisch-deutschen Adelsgeschlecht Schirach. Er war der Sohn des ehemaligen Offiziers und späteren Theaterintendanten Carl von Schirach. Dieser war 1909 bis 1918 Intendant des Hoftheaters Weimar, wo Schirach aufwuchs, und 1935 bis 1943 Intendant des Staatstheaters Wiesbaden. Seine Mutter war die US-Amerikanerin Emma Lynah Tillou Bailey Middleton von Schirach (1872–1944). Sie war Nachfahrin von Arthur Middleton, einem der Gründerväter der USA.
Schirach wuchs in einem gleichermaßen liberalen und progressiv-aufgeklärten wie konservativen und kaisertreuen Milieu auf. Bis zu seinem fünften Lebensjahr sprach er nur Englisch. Sein sieben Jahre älterer Bruder Karl (* 1900) erschoss sich 1919 in Roßleben, offensichtlich aus Gram über die Abdankung des Kaisers und den Abschluss des Friedensvertrages von Versailles. Zudem hatte er zwei Schwestern, Rosalind und Viktoria. Viktoria starb jung an Diphtherie, Rosalind wurde Opernsängerin. Schirach wurde im Waldpädagogium Bad Berka im Sinne des Reformpädagogen Hermann Lietz erzogen.
Er heiratete am 31. März 1932 in München Henriette Hoffmann (1913–1992), die Tochter des Hitler-Fotografen Heinrich Hoffmann. Henriette brachte vier Kinder zur Welt: Angelika Benedikta (* 1933), Klaus (* 1935), Robert (1938–1980) und Richard (1942–2023). Die Ehe der Schirachs wurde am 20. Juli 1950 in München geschieden.
Der Rechtsanwalt und Schriftsteller Ferdinand von Schirach, die Essayistin Ariadne von Schirach, die Schriftsteller Norris von Schirach und Benedict Wells sowie Eva von Schirach sind seine Enkel.

## Politik

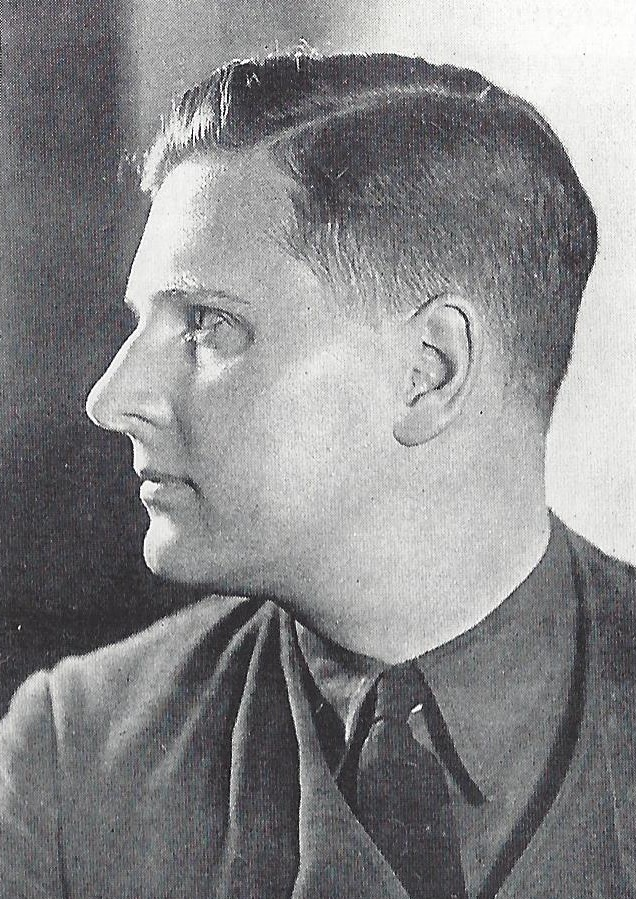
Porträt von Schirach im Reichstags-Handbuch von 1932

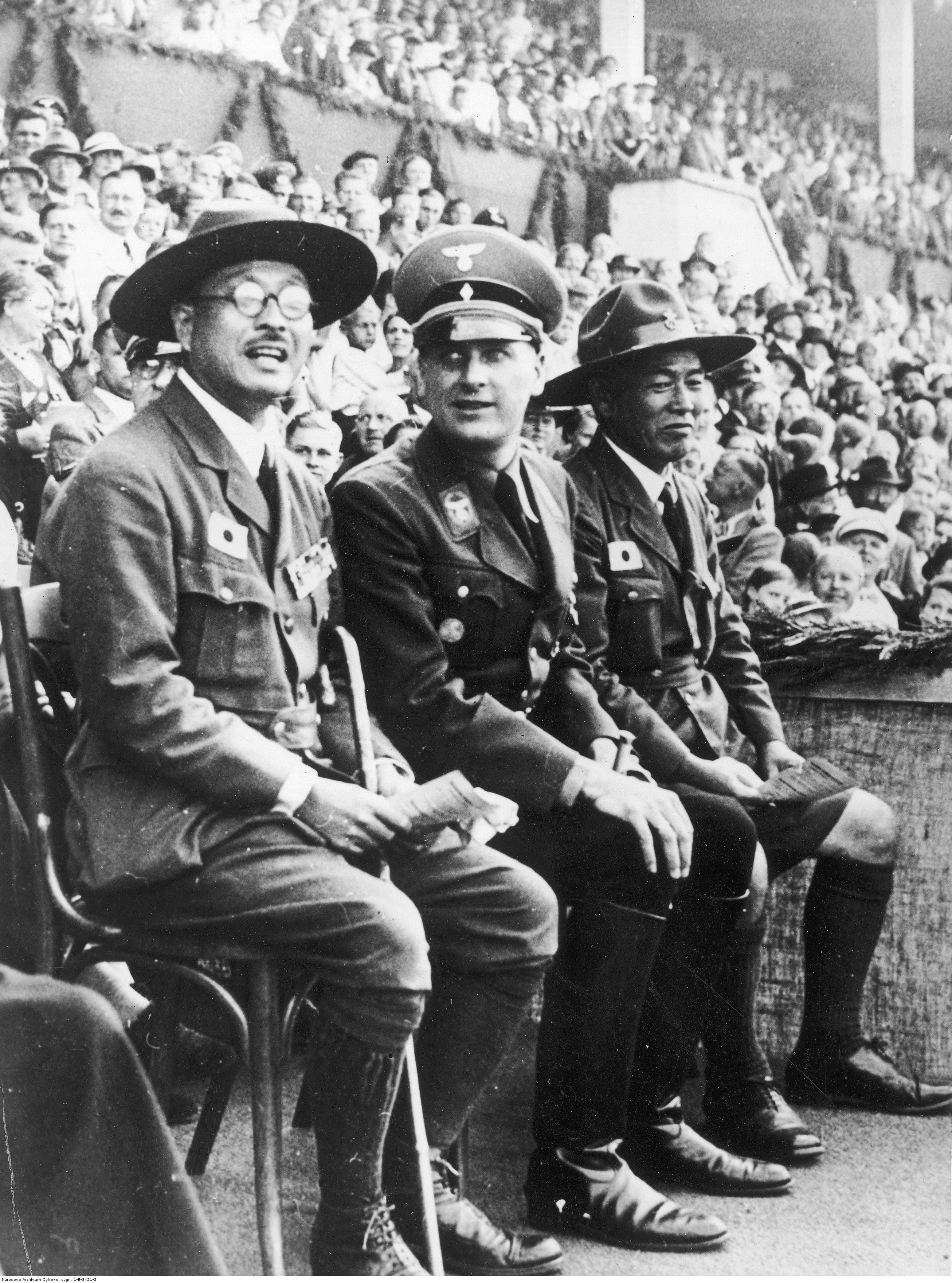
Schirach mit dem Führer der japanischen Pfadfinder, Yoshinori Futara (links), Bremen 1937

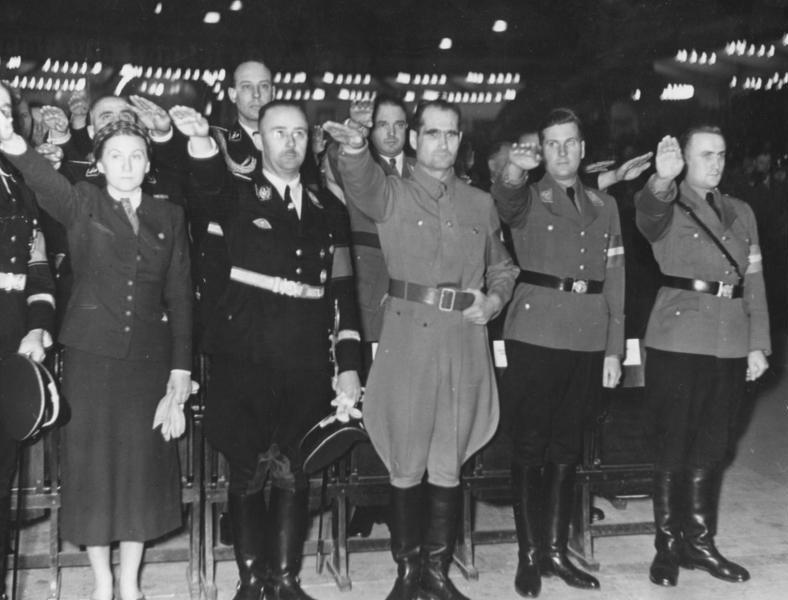
Schirach (2. von rechts) mit NS-Führern bei einer Großkundgebung der Hitlerjugend im Berliner Sportpalast, Februar 1939

Als 17-Jähriger traf Schirach 1925 erstmals Adolf Hitler und wurde zu dessen begeistertem Anhänger. Mit Erreichen der Volljährigkeit trat er mit der Mitgliedsnummer 17.251 in die NSDAP ein. Als Student der Germanistik und Kunstgeschichte wurde er 1928 Führer des Nationalsozialistischen Deutschen Studentenbunds (NSDStB). 1929 gründete er in München die Zeitschrift Akademischer Beobachter als Führerorgan des NSDStB. Am 30. Oktober 1931 wurde er zum Reichsjugendführer der NSDAP ernannt und erhielt den Rang eines Gruppenführers in der SA. Sein Studium schloss er nicht ab. Nach der Reichstagswahl vom 31. Juli 1932 zog Schirach als Mitglied der NSDAP-Fraktion in den Deutschen Reichstag ein.
Nach der Machtergreifung und der Gleichschaltung aller Jugendverbände ernannte ihn Hitler am 17. Juni 1933 zum Jugendführer des Deutschen Reiches. Am selben Tag löste Schirach den Großdeutschen Bund – und seine Mitgliedsbünde – auf, zu dem sich die Freischaren und Pfadfinderbünde erst im März davor zusammengeschlossen hatten.
Von 1936 bis 1940 wohnte Schirach mit seiner Familie auf Schloss Aspenstein in Kochel am See.
Im Jahr 1936 wurde er Staatssekretär und machte die Mitgliedschaft in der Hitlerjugend (HJ) zur Pflicht, sodass die HJ auf sechs Millionen Mitglieder anwuchs. Schirach hatte 1936 zudem ein „Jahr des Deutschen Jungvolks“ ausgerufen. Seine Bemühungen, die Kontrolle über die gesamte Jugenderziehung zu erlangen, führten zu einem Machtkampf mit seinem Stellvertreter Artur Axmann, der ihn am 8. August 1940 in seinem Amt ablöste. Ein Versuch, Einfluss auf die Erziehung im Nationalsozialismus zu erlangen, waren auch die Adolf-Hitler-Schulen.
Schirach war auch in der Kulturpolitik aktiv. Insbesondere war er ein Goethe-Verehrer und hielt im Juni 1937 eine „Goethe-Rede“, die von Propagandaminister Joseph Goebbels nachdrücklich unterstützt wurde, da „sich hier zum ersten Male ein verantwortlicher Funktionär des Reiches mit Goethe und seiner Stellung im Kulturwollen des Nationalsozialismus befasst“ habe. Zum Inhalt der Rede hieß es in der Verlautbarung des Propagandaministeriums, „die Persönlichkeit Goethes sei des Begriffes entkleidet worden, Weltbürger und liberaler Poet gewesen zu sein“; nach Schirach habe Goethe die Erziehungsprinzipien des Nationalsozialismus prophezeit. Die Rede wurde unter dem Titel Goethe an uns. Ewige Gedanken des großen Deutschen in mehr als 170.000 Exemplaren gedruckt; das Heft enthielt außerdem zahlreiche Goethe-Zitate auf etwa 100 Seiten. Die Rede wirkte maßgeblich zur Propagierung eines nationalistischen Goethe-Bildes im Dritten Reich, obwohl Schirach den in anderen nationalsozialistischen Schriften – etwa von Franz Koch – betonten Antisemitismus Goethes aussparte.
Zu Beginn des Zweiten Weltkriegs 1939 trat Schirach freiwillig in die Wehrmacht ein. Als Leutnant der Reserve nahm er 1940 in der 12. Kompanie des motorisierten Infanterieregiments „Großdeutschland“ am Westfeldzug teil. Axmann wurde am 1. Mai 1940 zunächst Schirachs Stellvertreter und am 7. August 1940 sein Nachfolger. Schirach behielt seinen Rang als Reichsleiter, wurde zum Beauftragten für die Inspektion der gesamten Hitlerjugend und organisierte ab September 1940 die erweiterte Kinderlandverschickung, mit der etwa 2,5 Millionen Kinder aus den vom Luftkrieg bedrohten Städten in weniger gefährdete Teile des Reiches verbracht wurden.
In der Zeit des Nationalsozialismus wurden Schirach homosexuelle Neigungen nachgesagt, beispielsweise in Flüsterwitzen. Ihren Ausgangspunkt dürften die Gerüchte in dem – im Vergleich zu anderen führenden Nationalsozialisten – „wenig ausgeprägten Männlichkeitsgehabe“ Schirachs gehabt haben, womit er zeitgenössischen Klischees von Homosexuellen entsprach. Derlei Gerüchte wurden von ausländischen Rundfunksendern und Kreisen des Exils aufgegriffen: So behauptete der Schriftsteller Hans Siemsen in seinem 1940 bei Lindsay Drummond in London erschienenen Roman Hitler Youth, Schirach habe eine Beziehung mit dem Hauptdarsteller des Films Hitlerjunge Quex, Jürgen Ohlsen, gehabt.
Der Text des Hitlerjugendliedes Vorwärts! Vorwärts! schmettern die hellen Fanfaren stammte von Schirach und wurde in dem 1933 uraufgeführten Tonfilm Hitlerjunge Quex erstmals der Öffentlichkeit präsentiert. Zudem war Schirach im Propagandafilm Der Marsch zum Führer von 1940 zu sehen.
Baldur von Schirach hatte u. a. das Ehrenbürgerrecht der Städte Braunschweig und Melle inne. Auch ein Kunstpreis wurde nach ihm benannt.
Hauptamtlich wurde Schirach am 7. August 1940 Gauleiter und Reichsstatthalter in Wien und zog mit seiner Familie in die Wiener Hofburg. In dieser Position, die er bis zum Kriegsende 1945 behielt, war er für die Deportation der Wiener Juden verantwortlich, was er in einer Rede vom 14. September 1942 als Beitrag zur europäischen Kultur bezeichnete: „Wenn man mir den Vorwurf machen wollte, daß ich aus dieser Stadt Aberzehntausende ins östliche Ghetto abgeschoben habe, muß ich antworten: Ich sehe darin einen aktiven Beitrag zur europäischen Kultur.“ Schirach war erklärter Antisemit, allerdings äußerte er einige Male vorsichtige Kritik an der nationalsozialistischen Judenverfolgung. Beispielsweise soll er den Scharführern der Hitlerjugend verboten haben, an den Novemberpogromen 1938 mitzuwirken. Dies ist jedoch umstritten und bislang nicht belegt. Als er zudem am 24. Juni 1943 eine bessere Behandlung der Osteuropäer forderte, fiel er bei Hitler in Ungnade.
Am 24. Februar 1945 wurde Schirach nach Berlin zu Adolf Hitler bestellt und bekam den Befehl, als Reichsverteidigungskommissar die Stadt Wien bis zum Letzten zu verteidigen. Der Gaugefechtsstand Wien am Gallitzinberg in Ottakring wurde am 4. April 1945 geräumt, weil die Rote Armee schon in Hütteldorf stand. Als sich die sowjetischen Truppen über Klosterneuburg annäherten, wich der Reichsverteidigungskommissar am 6. April 1945 zunächst von seinem Bunker auf der Hohen Warte gezwungenermaßen in die Hofburg aus, denn die Widerstandsbewegung hatte Strom und Telefon des Bunkers gekappt, und am Nachmittag des 9. April 1945 fluchtartig nach Floridsdorf, wo sich in der Nähe Bisambergs das Hauptquartier des II. SS-Panzerkorps befand. „Kampf bis zum letzten Mann“, hatte Schirach befohlen, ehe er sich über die Donau absetzte. Das Kriegstagebuch des Oberkommandos der Wehrmacht vermerkt: „Ein Teil der Wiener Bevölkerung hat seine Haltung verloren.“ Joseph Goebbels schrieb am 10. April 1945 in seinem Tagebuch: „Es haben in der Stadt Aufruhraktionen in den ehemals roten Vororten stattgefunden, und zwar haben diese Ausmaße angenommen, daß Schirach sich in seiner Hilflosigkeit veranlaßt gesehen hat, sich unter den Schutz der Truppe zu begeben. Das ist so typisch Schirach. Erst läßt er die Dinge laufen, wie sie laufen, und dann flüchtet er sich zu den Soldaten.“

## Nach 1945

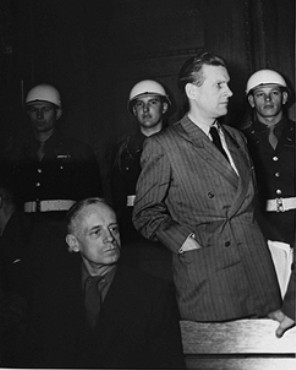
Schirach (stehend) im Nürnberger Kriegsverbrecherprozess links neben ihm Joachim von Ribbentrop, 1946

In den folgenden Wochen floh von Schirach mit seinen Adjutanten weiter nach Westen und versuchte nach dem Ende des Dritten Reichs in Schwaz in Tirol als „Kriminalschriftsteller Dr. Richard Falk“ unterzutauchen. Am 4. Juni 1945 stellte er sich US-amerikanischen Einheiten und kam nach Zwischenstationen im Kriegsgefangenenlager Rum bei Innsbruck und im Vernehmungslager Camp King in Oberursel im Taunus am 10. September 1945 ins Kriegsverbrechergefängnis Nürnberg. Im Nürnberger Prozess gegen die Hauptkriegsverbrecher wurde er am 1. Oktober 1946 wegen Verbrechen gegen die Menschlichkeit zu 20 Jahren Haft verurteilt, da er als Gauleiter für die Deportation von 185.000 österreichischen Juden in Konzentrationslager verantwortlich war. Sein Verteidiger war Fritz Sauter.
Er verbüßte seine Strafe zusammen mit den anderen zu Haftstrafen verurteilten Kriegsverbrechern im Kriegsverbrechergefängnis Spandau. Während seiner Haftzeit wurde Schirach auf Antrag seiner Frau 1950 geschieden. Nach der gemeinsamen Entlassung mit Albert Speer am 1. Oktober 1966 zog von Schirach zunächst in die Stubenrauch-Villa in München, die sein Sohn Robert für ihn gemietet hatte. Unmittelbar nach der Haftentlassung führte Jochen von Lang, Redakteur der Illustrierten Stern, umfangreiche Interviews mit von Schirach, die Grundlage einer großzügig honorierten Artikelserie im Stern und des 1967 erschienenen Memoirenbandes Ich glaubte an Hitler waren. Von Schirach gab auch Fernsehinterviews mit Lang und 1968 mit dem britischen Journalisten David Frost. Darin bestritt er jede Mitverantwortung am Holocaust. Das publizistische Aufsehen um von Schirach ließ jedoch, anders als bei seinem Mitgefangenen Albert Speer, rasch wieder nach.
1968 zog von Schirach auf das Anwesen des Unternehmers Fritz Kiehn in Deibhalde bei Trossingen. Kiehn, Inhaber der Efka-Werke, eines führenden Herstellers von Zigarettenpapier, war während der NS-Zeit als NSDAP-Mitglied seit 1930, NSDAP-Reichstagsabgeordneter von 1932 bis 1945, Parteifunktionär und SS-Obersturmbannführer ein prominenter Nationalsozialist gewesen, der sich nach Internierung und Entnazifizierung ab 1949 wieder als Unternehmer etablieren konnte. Der persönliche Adjutant von Schirachs in Wien, Fritz Wieshofer, der während von Schirachs Haft als „Abwesenheitspfleger“ seines Vermögens fungiert hatte, war eine Zeitlang mit Kiehns Tochter Gretl verheiratet und als Geschäftsführer in dessen Unternehmen tätig, bevor es nach der Scheidung zur Trennung kam. Von Schirachs Sohn Robert heiratete 1968 Kiehns Enkelin Elke und übernahm eine leitende Stellung im Unternehmen. 1970 wurde die Ehe geschieden. Während der Zeit in Deibhalde wurde von Schirach zeitweise von Gretl Kiehn betreut.
1971 zog der inzwischen stark sehbehinderte von Schirach, der während der Haft auf einem Auge erblindet war, in die bescheidene Pension Müllen (früher Hotel Montroyal) in Kröv an der Mosel, die von den Schwestern Käthe und Ida Müllen, zwei ehemaligen BDM-Führerinnen, geführt wurde. Hier starb er am 8. August 1974 an Herzversagen. Auf seinen Grabstein auf dem Kröver Friedhof ließ er schreiben: „Ich war einer von euch“. Das Grab wurde Anfang 2015 eingeebnet, nachdem die Ruhezeit nach einer Verlängerung endgültig abgelaufen war.

## Schriften
- Die Pioniere des Dritten Reiches. Essen 1933.
- Wille und Macht. Führerorgan der nationalsozialistischen Jugend. Eher, Berlin 1934–1939.
- Revolution der Erziehung. Reden aus den Jahren des Aufbaus. Eher, München 1938.
- Ich glaubte an Hitler. Mosaik Verlag, Hamburg 1967.